# Teo (La Corogne)
Pour les articles homonymes, voir Teo.
Teo est une commune de la province de La Corogne en Espagne située dans la communauté autonome de Galice.

## Histoire contemporaine
- L'affaire Asunta Basterra en 2013, adaptée à la télévision sous le titre L'Affaire Asunta[1].

## Personnalités liées à la ville
- Asunta Basterra Porto (2000-2013).